# Station Frontenex
Station Frontenex is een spoorwegstation in de Franse gemeente Frontenex. Het station ligt op kilometerpunt 15,887 van de spoorlijn Saint-Pierre-d'Albigny – Bourg-Saint-Maurice, op een hoogte van 320 meter.

## Treindienst
| Richting                                                             | Vorige stop     | Trein | Trein                    | Trein | Volgende stop | Richting                                                    |
| -------------------------------------------------------------------- | --------------- | ----- | ------------------------ | ----- | ------------- | ----------------------------------------------------------- |
| Lyon-Part-Dieu, Aix-les-Bains-Le Revard of Chambéry Challes-les-Eaux | Grésy-sur-Isère |       | TER Auvergne-Rhône-Alpes |       | Albertville   | Moûtiers - Salins - Brides-les-Bains of Bourg-Saint-Maurice |